# Clostridium mayombei
Clostridium mayombei è una specie di batterio appartenente alla famiglia delle Clostridiaceae.